# Hubert Vandenhende
Hubert Joseph Vandenhende (Ronse, 3 november 1920 - Wenen, 5 augustus 1982) was een Belgisch volksvertegenwoordiger en burgemeester.

## Levensloop
Hij was een zoon van het echtpaar Vandenhende-Dewitte, trouwde in 1950 met Maria Demets en kreeg zes kinderen.
Na middelbare studies aan het Sint-Antoniuscollege in Ronse en lidmaatschap van de Katholieke Studenten Actie, promoveerde hij in 1949 tot doctor in de genees-, heel- en verloskunde aan de Katholieke Universiteit Leuven. Hij vestigde zich als arts in Sint-Katherina-Lombeek.
Hij was verder:
- voorzitter van de plaatselijke NCMV-afdeling,
- afgevaardigde van het Algemeen Syndicaat der Geneesheren van België bij het Nationaal Medico-Mutualistisch Comité,
- voorzitter van de plaatselijke CVP-afdeling,
- lid en voorzitter van de Nationale Federatie van Vrije en Intellectuele Beroepen (NCMV),
- voorzitter van het interfederaal bureau Medische Beroepen (Hoge Raad Middenstand),
- voorzitter van de Geneeskundige Kring van het Pajottenland,
- lid van de Raad van Beroep bij de Orde van geneesheren,
- stichter van de Voorzorgskas voor Geneesheren, tandartsen en apothekers; nu beter gekend als AMONIS.

Vandenhende werd gemeenteraadslid van Sint-Katharina-Lombeek en was burgemeester van de gemeente van 1958 tot 1964.
In 1958 werd hij verkozen tot CVP-volksvertegenwoordiger voor het arrondissement Brussel en vervulde dit mandaat tot in 1961.